# Osservatorio astronomico di Skalnaté Pleso
L'osservatorio astronomico di Skalnaté Pleso (in slovacco Astronomické observatórium Skalnaté Pleso) è un osservatorio astronomico situato nell'omonima località negli Alti Tatra, in Slovacchia, alle coordinate 49°11′21.77″N 20°14′01.49″E a 1.786 m s.l.m.. Il suo codice MPC è 056 Skalnate Pleso.
L'osservatorio, il cui motto è Per aspera ad astra, ha cominciato a funzionare nel 1943 sotto la direzione di Antonín Bečvář.
Gli è stato dedicato l'asteroide 2619 Skalnaté Pleso.

## Strumentazione principale
La strumentazione originale, un telescopio riflettore Zeiss di 0,6 metri e due telescopi rifrattori di 0,2 metri sono stati sostituiti con un nuovo riflettore di 60 cm nel 1977, equipaggiato con un fotometro fotoelettrico e da un altro di 61 cm nel 2001, equipaggiato di CCD.

## Principali campi di ricerca
L'attività dell'osservatorio è diretta principalmente in due campi gestiti ognuno da un Dipartimento:
- il Dipartimento della materia interplanetaria che si occupa di studi sugli asteroidi, sulle comete e sui meteoroidi e sulla loro evoluzione.
- il Dipartimento di studi stellari che si occupa in particolare di stelle variabili ed evoluzione stellare.

### Dipartimento della Materia Interplanetaria
Questo dipartimento si occupa di ricerche, anche teoriche, sui corpi minori del Sistema solare: asteroidi, comete, meteoroidi e le polveri interplanetarie: a tale scopo ha in dotazione il telescopio riflettore di 61 cm f/4,3 dotato di CCD usato per astrometria e fotometria di asteroidi e comete, oltre a strumenti minori. In tale ambito un'attenzione particolare è dedicata agli oggetti near-Earth, sia asteroidali che cometari.
Il dipartimento è conosciuto particolarmente per i suoi studi, sui meteoroidi: principale campo d'investigazione sono gli sciami meteorici, i loro corpi progenitori, la loro origine, l'evoluzione: per tali ricerche l'osservatorio usa le onde radio tramite radar astronomici dedicati allo studio delle meteore, in collaborazione con l'Osservatorio astronomico di Modra, inoltre l'osservatorio gestisce una stazione d'osservazione all sky dotata di camere munite di obiettivi fish-eye inserita nella rete della European Fireball Network.
Il dipartimento si è occupato anche di ricerche sulle polveri interplanetarie fornite dalla NASA.

### Dipartimento di studi stellari
Questo dipartimento si occupa di ricerche, anche teoriche, sulle stelle, sistemi stellari binari e multipli ed evoluzione stellare; a tal fine dispone a Skalnaté Pleso di un riflettore di 60 cm equipaggiato con un fotometro fotoelettrico e di un analogo strumento installato all'osservatorio di Stara Lesna. Il dipartimento si è specializzato nello studio delle stelle variabili in particolare di quelle ad elevata variabilità come le variabili cataclismatiche, le nove simbiotiche, le Stelle Ap e Bp e le stelle peculiari. In passato ha partecipato agli studi stellari svolti nell'ambito dei programmi del consorzio Intercosmos.

## Altre attività
L'osservatorio pubblica una propria rivista scientifica in inglese, le Contributions of the Astronomical Observatory Skalnaté Pleso (CAOSP).
Presso l'osservatorio è installata anche una stazione meteorologica gestita dall'Istituto di Geofisica di Bratislava.
L'osservatorio si occupa pure di studiare l'ozono mediante osservazioni radio dalla superficie terrestre.